# Javier Basilio Pérez
Javier Basilio Pérez Martínez (Madrid, 4 d'octubre de 1928-ib., 25 de maig de 1992) va ser un periodista espanyol.

## Biografia
Va viure exiliat de la ciutat durant la guerra civil. En finalitzar els seus estudis de batxillerat, freqüenta la penya de l'Ateneu, on va entrar en contacte amb Artola i altres intel·lectuals amb els qui va fundar les Cuevas del Sésamo.
Va començar la seva carrera professional en Galícia, com a col·laborador del diari La Voz de Galicia i locutor, guionista i actor en programes de Radio Juventud de La Corunya, el 1951.
A mitjan cinquanta torna a Madrid i va començar a treballar en Radio Intercontinental i a Radio Juventud d'Espanya i a col·laborar als periòdics Pueblo i Ya, i a les revistes Sábado Gráfico i Familia Española. El 1965 és nomenat secretari de redacció de la revista Teleradio, i el 1967 comença a treballar en TVE com a reporter en el programa Panorama de actualidad de Pedro Erquicia. Posteriorment participa a Sobre la marcha d'Alfredo Amestoy.
La seva trajectòria professional es va consagrar en l'època daurada d' Informe semanal, a TVE, informatiu del qual va ser reporter i un dels membres fundadors. Va participar en altres informatius internacionals com Primera página, Secuencias del mundo, Panorama de actualidad, Los reporteros i Dossier. Entre els seus reportatges més significatius es troba Terranova (1976) sobre el conflicte de pesca entre el Canadà i Espanya, Guatemala golpe a golpe (1983) sobre la guerra civil de Guatemala, o reportatges sobre el primer cas de sida a Espanya i sobre el síndrome tòxica de la colza. A destacar també el reportatge sobre la Tomatina, festa tradicional de la localitat valenciana de Bunyol, que es va fer famosa a nivell nacional arran de la seva aparició en aquest reportatge.
El 1983 va comptar amb un espai propi, De fiesta en fiesta, dins de La tarde.
El 1984 gana el premi Ondas de la cadena SER pel reportatge Fulgor y muerte de Francisco Rivera «Paquirri».
També va entrevistar significatives persones de la seva època com Mario Moreno «Cantinflas», Lina Morgan o l'actor Paco Martínez Soria, entre un altre molts. Cal destacar l'entrevista a l'exfutbolista del Reial Madrid Raúl González Blanco quan era nen i militava en la pedrera del Atlètic de Madrid.
Posteriorment va participar en el programa Por la mañana de Jesús Hermida. Va començar amenitzant el programa i presentant les telenovel·les que hi emetien, com Los ricos también lloran,encara que potser és més recordat com a presentador de concursos infantils, on es va guanyar el sobrenom de «Don Basilio», en esment a un espai que presentava al costat de Miriam Díaz-Aroca: El bote de don Basilio.
En l'època en la qual Luis Solana va estar al capdavant de l'Ens Públic Radiotelevisió Espanyola, va ser subdirector del gabinet de premsa i informació de l'entitat durant gairebé dos anys, des d'on va dirigir la revista Mensaje y Medios. Aquest càrrec l'abandonaria voluntàriament amb l'arribada de Jordi García Candau el 1990, per a tornar a treballar com a reporter, tancant així gairebé vint-i-cinc anys de carrera professional en Televisió Espanyola amb Crónicas Basilianas.
Al poc temps es va incorporar a la cadena privada de televisió Tele 5, on va presentar programes d'oci i entreteniment. Va formar part del programa Tele 5 ¿dígame? (1990) al costat de Laura Valenzuela i Paloma Lago. Posteriorment va treballar també en el programa ¡Qué gente tan divertida! (1991) amb Loreto Valverde, així com en les presentacions de la telenovel·la Vientre de alquiler.
Javier Basilio era el prototip de periodista tot terreny a qui els espectadors van veure en les tasques més variades. Va ser intrèpid reporter d'informes sobre les presons a Tailàndia, periodista polític en successos al País Basc, enviat especial a les guerres de Líban o El Salvador o amenitzador de seccions fixes en La tarde o en el programa de Jesús Hermida Por la mañana. Veterà reporter, animador de concursos, narrador de serials i cronista de viatges, entre una altra moltes facetes, Javier Basilio sempre va reconèixer, en diferents entrevistes, ser un home molt estimat pel públic.
També va participar en diversos actes de la vida pública i va ser pregoner de festes en diversos municipis com Petrer, Bunyol, Pedro Muñoz o Alcorcón.
El 24 de maig de 1992 va morir en Madrid com a conseqüència d'un càncer terminal diagnosticat setmanes abans. Va ser enterrat l'endemà en el cementiri de Alcorcón, municipi madrileny en què residia al costat de la seva família.
Va estar casat amb Fàtima, amb qui va contreure matrimoni el 1984 després d'obtenir el divorci de la seva primera esposa —amb la qual va tenir una filla. La seva major afició era navegar amb els seus fills, Tito i Caruso, a La Manga del Mar Menor, lloc on passava habitualment les vacances; i de qui assegurava que eren «l'única raó de la seva existència».

## Principals reportatges
- Reportaje sobre Mariano Haro (1973)
- La incidencia del tabaco en los embarazos (1973)
- Semana grande de San Sebastián (1973)
- Vacaciones en una casa de labranza (1973)
- Miss España 72: Maruja García Nicolau (1973)
- El petróleo en España (1974)
- La otra feria de San Isidro (1974)
- La España del verano (1974)
- El gigantesco mundo de la miniatura (1974)
- José Mª Pemán, perfil de un escritor (1974)
- El conde Drácula (1974)
- Ursula Andress, mujer de fuego (1974)
- Los españoles emigrados a Alemania (1974)
- Reportaje sobre José Ángel Iríbar (1975)
- La boda de Manuel Martínez "El Cordobés" (1975)
- Reportaje al tenista Manuel Orantes (1975)
- Tenerife, máscaras de invierno (1976)
- La Coruña, un literal que agoniza, reportaje sobre el petrolero Urquiola (1976)
- Los Galindos, tragedia rural (1976)
- Curanderos, el retorno de los brujos (1977)
- El manantial de la querella, reportaje sobre gérmenes en el agua de Solares (1977)
- ¡Qué viene la gripe! (1979)
- Jet Society, siempre de vacaciones (1983)
- Teruel: réquiem por los pueblos abandonados (1983)
- Guatemala, golpe a golpe (1983)
- La fiesta de la Tomatina (1983)
- Entrevista a Cantinflas (1983)
- SIDA: La epidemia que viene (1983)
- Entrevista al Duque de Cádiz (1984)
- Fulgor y muerte de Francisco Rivera "Paquirri" (1984)
- El caso del policía que ganó el premio Nadal (1985)
- Apertura de la verja de Gibraltar (1985))
- Entrevista a Lina Morgan (1985)
- Matar un ruiseñor (1986)
- Boyer-Preysler: la pareja de Marbella (1986)
- Brasil: anatomía de un carnaval
- Terranova
- Puerto Rico
- México: nuevo presidente, viejos problemas
- La colza que no cesa
- Lesaka: los otros sanfermines
- Rubillós: haberlas, háylas
- Las fallas, la ilusión que no arde

## Principals participacions en programes
- Panorama de actualidad (1967)
- Informe semanal (1973)
- Los reporteros (1974)
- Objetivo Dossier (1978)
- Por la mañana (1987)
- Si lo sé no vengo (1988)
- Waku waku (1990)
- Tele 5 ¿dígame? (1990)
- Vip noche (1991)
- ¡Qué gente tan divertida! (1991)